# Elporia anisonyx
Elporia anisonyx är en tvåvingeart som beskrevs av Barnard 1947. Elporia anisonyx ingår i släktet Elporia och familjen Blephariceridae. Inga underarter finns listade i Catalogue of Life.